# Caponia braunsi
Caponia braunsi là một loài nhện trong họ Caponiidae.
Loài này thuộc chi Caponia. Caponia braunsi được William Frederick Purcell miêu tả năm 1904.